# Kirchenkreis Bielefeld
Der Evangelische Kirchenkreis Bielefeld ist einer von 26 Kirchenkreisen innerhalb der Evangelischen Kirche von Westfalen. Zu seinen 22 Kirchengemeinden gehören ca. 85.000 evangelische Gemeindeglieder (Stand 31. Dezember 2021). Sein Gebiet ist zu einem großen Teil deckungsgleich mit der Stadt Bielefeld. Superintendent ist seit November 2018 Christian Bald.

## Lage
Der Kirchenkreis Bielefeld umfasst die nördlichen und zentralen Stadtteile der Stadt Bielefeld in Nordrhein-Westfalen. Er grenzt, von Süden aus im Uhrzeigersinn, an den Kirchenkreis Gütersloh (zu dem die südlichen Stadtbezirke Brackwede, Senne und Sennestadt gehören), die Kirchenkreise Halle und Herford sowie an die Lippische Landeskirche.

## Geschichte
In der seit 1614 zu Brandenburg-Preußen gehörenden Grafschaft Ravensberg hatte sich schon im 16. Jahrhundert die Reformation durchgesetzt. Neben einer großen lutherischen Mehrheit gab es auch einzelne reformierte Gemeinden. Als in der nach dem Wiener Kongress neu entstandenen Provinz Westfalen die Verwaltung vereinheitlicht wurde, wurde 1818 der Kirchenkreis Bielefeld (damals noch „Diöcese“ genannt) als einer von vier Kirchenkreisen für das ehemalige Gebiet von Minden-Ravensberg gegründet. Die wenigen evangelischen Gemeinden im Gebiet des Hochstifts Paderborn, des Fürstentums Corvey, der Herrschaft Rheda und der Grafschaft Rietberg gehörten ebenfalls zum Kirchenkreis Bielefeld. 1840 wurden die Kirchenkreise Halle und Paderborn aus dem Kirchenkreis Bielefeld ausgegliedert, dafür die Gemeinde Jöllenbeck aus dem Kirchenkreis Herford übernommen. 1949 bildete der Südteil den neu gegründeten Kirchenkreis Gütersloh.
Im 19. Jahrhundert war der Kirchenkreis stark durch Pastoren der Erweckungsbewegung wie Johann Heinrich Volkening, Clamor Huchzermeyer und Carl Siebold geprägt. Aus ihrer Arbeit entwickelte sich das Evangelische Johanneswerk, das neben den ebenfalls in Bielefeld gelegenen Von Bodelschwinghschen Stiftungen Bethel zu den größten diakonischen Einrichtungen in Deutschland zählt. Seit 1905 bestand mit der Kirchlichen Hochschule Bethel auch die erste kirchliche Hochschule Deutschlands in Bielefeld. Im Kirchenkampf wurde 1934 mit Gustav Münter ein Anhänger der Bekennenden Kirche (BK) zum Superintendenten gewählt. Auch der führende BK-Pfarrer Wilhelm Niemöller war Pfarrer in Bielefeld. Weil das Gebäude des Konsistoriums der westfälischen Provinzialkirche in Münster 1945 vollständig zerstört worden war, wurde nach Kriegsende die Nachfolgebehörde zunächst provisorisch in Bethel aufgebaut. Bielefeld wurde damit zum Sitz der selbständigen Evangelischen Kirche von Westfalen.

## Kirchen und Gemeinden
| Bild | Kirche                           | Gemeinde                                          | Ort                                | Stadtbezirk                      | Bauzeit             | Besonderheiten |
| ---- | -------------------------------- | ------------------------------------------------- | ---------------------------------- | -------------------------------- | ------------------- | --- |
|      | Andreaskirche                    | Ev.-Luth. Kirchengemeinde Babenhausen             | Babenhausen Babenhauser Straße     | Bezirk Dornberg                  | 1966/67             | |
|      | Matthäuskirche                   | Ev.-Luth. Dietrich-Bonhoeffer-Gemeinde            | Bielefeld Am Brodhagen             | Bezirke Dornberg und Schildesche |                     | |
|      | Bodelschwinghkirche              | Ev.-Luth. Dietrich-Bonhoeffer-Gemeinde            | Gellershagen Voltmannstraße        | Bezirke Dornberg und Schildesche |                     | |
|      | Peterskirche                     | Ev.-Luth. Kirchengemeinde Dornberg                | Kirchdornberg Am Thie              | Bezirk Dornberg                  | 14./11. Jahrhundert | gotische Saalkirche, romanischer Kirchturm, seit 1523 protestantisch |
|      | Markuskirche                     | Ev.-Luth. Kirchengemeinde Hoberge-Uerentrup       | Hoberge-Uerentrup Markuskirchweg   | Bezirk Dornberg                  | 1963                | |
|      | Arche-Noah-Kirche                | Ev.-Luth. Kirchengemeinde Schröttinghausen        | Schröttinghausen Horstkotterheide  | Bezirk Dornberg                  | 1979                | |
|      | Stephanuskirche                  | Ev.-Luth. Martini-Gemeinde                        | Gadderbaum Pellaweg                | Bezirk Gadderbaum                |                     | |
|      | Zionskirche                      | Ev. Zionsgemeinde Bethel                          | Bielefeld-Gadderbaum Am Zionswald  | Bezirk Gadderbaum                | 1883/84             | Ziegelsteinkirche im neoromanisch-preußischen Rundbogenstil |
|      | Johanneskirche                   | Ev.-Luth. Kirchengemeinde Altenhagen              | Altenhagen Kanzelstraße            | Bezirk Heepen                    | 1970                | |
|      | Evangelische Kirche Brake        | Ev.-Luth. Kirchengemeinde Brake                   | Brake Braker Straße                | Bezirk Heepen                    | 1909                | Architekt Joseph Campani |
|      | Peter-und-Pauls-Kirche           | Ev.-Luth. Kirchengemeinde Heepen                  | Heepen Heeper Straße               | Bezirk Heepen                    | 11. Jahrhundert     | einschiffige Kreuzkirche, 1835 bis 1837 zur heutigen dreischiffigen Form erweitert |
|      | Evangelische Kirche Milse        | Ev.-Luth. Kirchengemeinde Milse                   | Milse Gemeindeweg                  | Bezirk Heepen                    |                     | |
|      | Lukaskirche                      | Ev.-Luth. Kirchengemeinde Oldentrup               | Oldentrup Siekstraße               | Bezirk Heepen                    | 1972                | |
|      | Marienkirche                     | Ev.-Luth. Versöhnungs-Kirchengemeinde Jöllenbeck  | Jöllenbeck Schwagerstraße          | Bezirk Jöllenbeck                | 1852–1854           | 1877 Abriss der alten Kirche aus dem 13. Jahrhundert |
|      | Auferstehungskirche              | Ev.-Luth. Versöhnungs-Kirchengemeinde Jöllenbeck  | Theesen Theesener Straße           | Bezirk Jöllenbeck                | 1951                | |
|      | Epiphaniaskirche                 | Ev.-Luth. Versöhnungs-Kirchengemeinde Jöllenbeck  | Vilsendorf Vilsendorfer Straße     | Bezirk Jöllenbeck                | 1963                | Architektur-Stil des Brutalismus |
|      | Altstädter Nicolaikirche         | Ev. Altstädter Nicolai-Gemeinde                   | Bielefeld Niedernstraße            | Bezirk Mitte                     | 14. Jahrhundert     | dreischiffige gotische Hallenkirche, 1541 erste protestantische Gottesdienste, 1632 protestantisch, 1945 stark zerstört und zeitgenössisch verändert aufgebaut                                                                        |
|      | Apostelkirche                    | Ev.-Luth. Apostelkirchengemeinde                  | Bielefeld Brückenstraße            | Bezirk Mitte                     |                     | |
|      | Jakobuskirche                    | Ev.-Luth. Jakobus-Gemeinde                        | Bielefeld Jakobusstraße            | Bezirk Mitte                     | 1912                | Mischung aus Jugendstil und Reformarchitektur (Bauhauselemente) |
|      | Süsterkirche                     | Evangelisch-reformierte Kirchengemeinde Bielefeld | Bielefeld Güsenstraße              | Bezirk Mitte                     | ab 1491             | als spätgotische einschiffige Klosterkirche für Augustinerinnen erbaut, seit 1657 Pfarrkirche der evangelisch-reformierten Gemeinde, 1892 neogotische Erweiterung um Chorraum und Querschiff, 1945 stark zerstört und wiederaufgebaut |
|      | Johanniskirche                   | Evangelisch-lutherische Lydiagemeinde             | Bielefeld Johanniskirchplatz       | Bezirk Mitte                     |                     | |
|      | Erlöserkirche                    | Evangelisch-lutherische Lydiagemeinde             | Schildesche Gunststraße            | Bezirk Schildesche               |                     | |
|      | Lutherkirche                     | Ev. Markus-Kirchengemeinde                        | Bielefeld Martin-Luther-Platz      | Bezirk Stieghorst                |                     | |
|      | Neustädter Marienkirche          | Ev.-Luth. Neustädter Marien-Kirchengemeinde       | Bielefeld Kreuzstraße              | Bezirk Mitte                     | 1293 Baubeginn      | spätromanisch-frühgotische Hallenkirche mit zwei Türmen, Stiftskirche, seit ca. 1554 protestantisch, Turmdächer nach Kriegszerstörung 1966 verändert aufgebaut                                                                        |
|      | Pauluskirche                     | Ev.-Luth. Paulus-Kirchengemeinde                  | Bielefeld Paulusplatz              | Bezirk Mitte                     | 1880–83             | |
|      | Petrikirche                      | Ev. Petri-Kirchengemeinde                         | Bielefeld Petristraße              | Bezirk Mitte                     |                     | |
|      | Stiftskirche                     | Ev.-Luth. Stifts-Kirchengemeinde Schildesche      | Schildesche Johannisstraße         | Bezirk Schildesche               | 13. Jahrhunderts    | kreuzförmige Saalkirche eines 939 entstandenen Reichsstiftes für adelige Damen, Turm von 1869, von der Reformation bis 1810 bikonfessionell                                                                                           |
|      | Evangelische Kirche Stieghorst   | Ev.-Luth. Kirchengemeinde Stieghorst              | Stieghorst Reichenbergerstraße     | Bezirk Stieghorst                | 1893                | zunächst Bau einer Kapelle, die zur Kirche erweitert wurde, 1908 Anbau eines Glockenturmes |
|      | Evangelische Kirche Ubbedissen   | Ev. Kirchengemeinde Ubbedissen                    | Ubbedissen Ubbedisser Straße       | Bezirk Stieghorst                | 1878                | neugotisch |
|      | Evangelische Kirche Eckardtsheim | Zionsgemeinde Eckardtsheim / Bethel               | Eckardtsheim Eckardtsheimer Straße | Bezirk Sennestadt                |                     | |

## Superintendenten
- 1818–1843: Johann Heinrich Scherr (zuvor Superintendent der Grafschaft Ravensberg)
- 1843–1853: Ludwig Heidsieck
- 1853–1872: Ernst Wilhelm Müller
- 1872–1894: Clamor Huchzermeyer
- 1894–1901: Otto Greve
- 1901–1910: Friedrich Simon
- 1910–1912: Paul Siebold
- 1913–1921: Johann Friedrich Lappe
- 1921–1934: Heinrich Köhne
- 1934–1949: Gustav Münter (bis 1937 als Superintendenturverwalter)
- 1949–1969: Martin Busse
- 1969–1992: Ortwin Steuernagel
- 1992–2001: Martin Hülsenbeck
- 2001–2018: Regine Burg
- seit 2018: Christian Bald